# Споменик природе Стабло кедра
Стабло кедра је природни ботанички споменик треће категорије заштићених природних добара Републике Србије.

## Основне карактеристике
Кедар се налази у дворишту породичне куће Милуновић у Толстојевој улици број 9. По њиховом сведочењу, засадио га је Јосиф Панчић 1880. године. Некада се на тој површини налазио виноград са помоћним зградама.
Хабитус је типичан за кедар, крошња је неправилно развијена и у њеној унутрашњости се налази мањи број сувих грана. Здравствено стање стабла није угрожено, виталност је одлична. Примећено је обилно опадање иглица током 1993. године али је та појава касније престала. Околина дрвета је поплочана, а остављени су пропусни канали. Земљиште је довољно влажно и благо је нагнуто. Кора на стаблу је испуцала уздужним дубоким браздама, тамносиве боје. Чворови старих доњих грана су калусирани и сада су карпофоре мањих димензија.
Стабло није означено таблом за обележавање заштићених природних добара. 
| Висина стабла              | 14,70m |
| Обим дебла                 | 2,30m  |
| Пречник дебла              | 0,73m  |
| Висина дебла до прве гране | 2,80m  |
| Распон круне               | 11,00m |

## Природне карактеристике
Атласки кедар (Cedrus atlantica Man) је вечнозелена врста из фамилије Pinaceae. Достиже висину од преко 40m и обим дебла од око 7m. Пирамидалног је хабитуса.
Крошња је код старих стабала широка, неправилна и ретка. Гране расту под врло оштрим углом. Терминални избојак је усправан или мање нагнут. Млади дугорасти су густо, ситно длакави. Четине су кратке, плавозелене или сребрносиве, ређе зелене. Најчешће трају до две године и има их око 25 на краткорасту. Кора пуца доста дубоко, почев од 2 до 30 година. Једнодомна је врста и цвета у јесен, током септембра. Шишарке се потпуно развијају током друге године, широке су и цилиндрично-јајасте. Физиолошки постају зреле са 30 година. Изразито су фотофилна врста.
Ареал је ограничен на Атлас и Риф (Алжир и Мароко). Природно станиште му је од 1000 до 2000m надморске висине. Атласки кедар је донет у Европу половином 19. века.

## Оцена стања угрожености
Виталност стабла није угрожена, декоративна вредност је оцењена првим степеном. Неколико стабала црног бора омета даље напредовање кедра, који је изразито фотофилна врста. Здравствено стање је добро.

## Историјат заштите
Споменик природе Стабло кедра је по први пут заштићен решењем бр. 3/49 од 28.07.1949. од стране Завода за заштиту и научно проучавање природних реткости НР Србије.